# رودرتینگ
رودرتینگ (به آلمانی: Ruderting) یک شهر در آلمان است که در بایرن واقع شده‌است.

## خصوصیات
رودرتینگ ۱۲٫۹۶ کیلومترمربع مساحت دارد ۴۵۰ متر بالاتر از سطح دریا واقع شده‌است.